# Sveta dežela
Sveta dežela je naziv za deželo, kjer je živel in deloval Jezus Kristus. Obsega območje današnje Palestine in Izraela.
To deželo so v srednjem veku poskušali zavzeti križarji. V prvi križarski vojni jim je to celo uspelo. Na njenem področju so ustanovili križarske državice, med njimi tudi Jeruzalemsko kraljestvo, ki so ga po 88 letih obstoja zavzeli muslimani. 